# José Couceiro
José Júlio de Carvalho Peyroteo Martins Couceiro (Lisbona, 4 ottobre 1962) è un allenatore di calcio ed ex calciatore portoghese, direttore tecnico della nazionale portoghese.

## Biografia
È pronipote di Fernando Peyroteo, leggenda dello Sporting CP.

## Palmarès

### Allenatore

#### Competizioni internazionali
- Baltic League: 1

FBK Kaunas: 2008